# Battaglia di Beaupréau
La battaglia di Beaupréau è stata una battaglia della prima guerra di Vandea combattuta il 22 aprile 1793 a Beaupréau.

## La battaglia
Dopo la battaglia di Vezins la sconfitta dei repubblicani costrinse il generale Jean-François Berruyer a ritirarsi su Chemillé. In questo modo il generale repubblicano Jean-Marie Gauvilliers rimase isolato a Beaupréau con soltanto 3 000 uomini. Il 22 aprile, Beaupréau fu attaccata dall'esercito vandeano di Charles de Bonchamps che sconfisse l'esercito repubblicano lasciando pochi superstiti.
Come conseguenza della sconfitta, Berruyer non poté andare a Beaupréau, quindi prima ripiegò a Beaulieu-sur-Layon, poi temendo che i vandeani lo avrebbero raggiunto, prendendolo alle spalle, arretrò ancora verso Ponts-de-Cé, vicino ad Angers.